# استاتون، سافک
استاتون (به انگلیسی: Stutton) یک روستا و محله مدنی در بریتانیا است که در Babergh واقع شده‌است. استاتون ۸۱۲ نفر جمعیت دارد.